# پرسی بیرد
پرسی بیرد (انگلیسی: Percy Beard; ۲۶ ژانویهٔ ۱۹۰۸ – ۲۷ مارس ۱۹۹۰) ورزشکار دو و میدانی اهل ایالات متحده آمریکا بود.